# Casa de Oro-Mount Helix
Casa de Oro-Mount Helix är en ort (CDP) i San Diego County, i delstaten Kalifornien, USA. Enligt United States Census Bureau har orten en folkmängd på 18 762 invånare (2010) och en landarea på 17,7 km².